# Aplysina alcicornis
Aplysina alcicornis är en svampdjursart som beskrevs av Pinheiro, Hajdu och Custodio 2007. Aplysina alcicornis ingår i släktet Aplysina och familjen Aplysinidae. Inga underarter finns listade i Catalogue of Life.